# 小行星3382
小行星3382（3382 Cassidy）是一颗绕太阳运转的小行星，为主小行星带小行星。该小行星于1948年9月7日发现。

## 轨道参数
小行星3382的轨道半长轴为2.2418821 UA，离心率为0.184。